# Szecsuáni naprigó
A szecsuáni  naprigó (Liocichla omeiensis)  a madarak osztályának verébalakúak (Passeriformes) rendjébe és a Leiothrichidae családjába tartozó faj.

## Rendszerezés
A fajt Joseph Harvey Riley amerikai ornitológus írta le 1926-ban.

## Előfordulása
Dél-Ázsiában, Kína területén honos. A természetes élőhelye a szubtrópusi vagy trópusi hegyi esőerdők és magaslati cserjések. Állandó, nem vonuló faj.

## Megjelenése
Testhossza 21 centiméter.

## Életmódja
Gyümölcsökkel és gerinctelenekkel táplálkozik.

## Természetvédelmi helyzete
Az elterjedési területe kicsi, egyedszáma ugyan csökken, de még nem éri el a kritikus szintet. A Természetvédelmi Világszövetség Vörös listáján sebezhető fajként szerepel.
Európában az Európai Állatkertek és Akváriumok Szövetsége felügyelete alá tartozó Európai Veszélyeztetett Fajok Programja (EEP) keretében tenyésztik a faj egyedeit.